# Azienda Consorzio Trasporti Veneziano

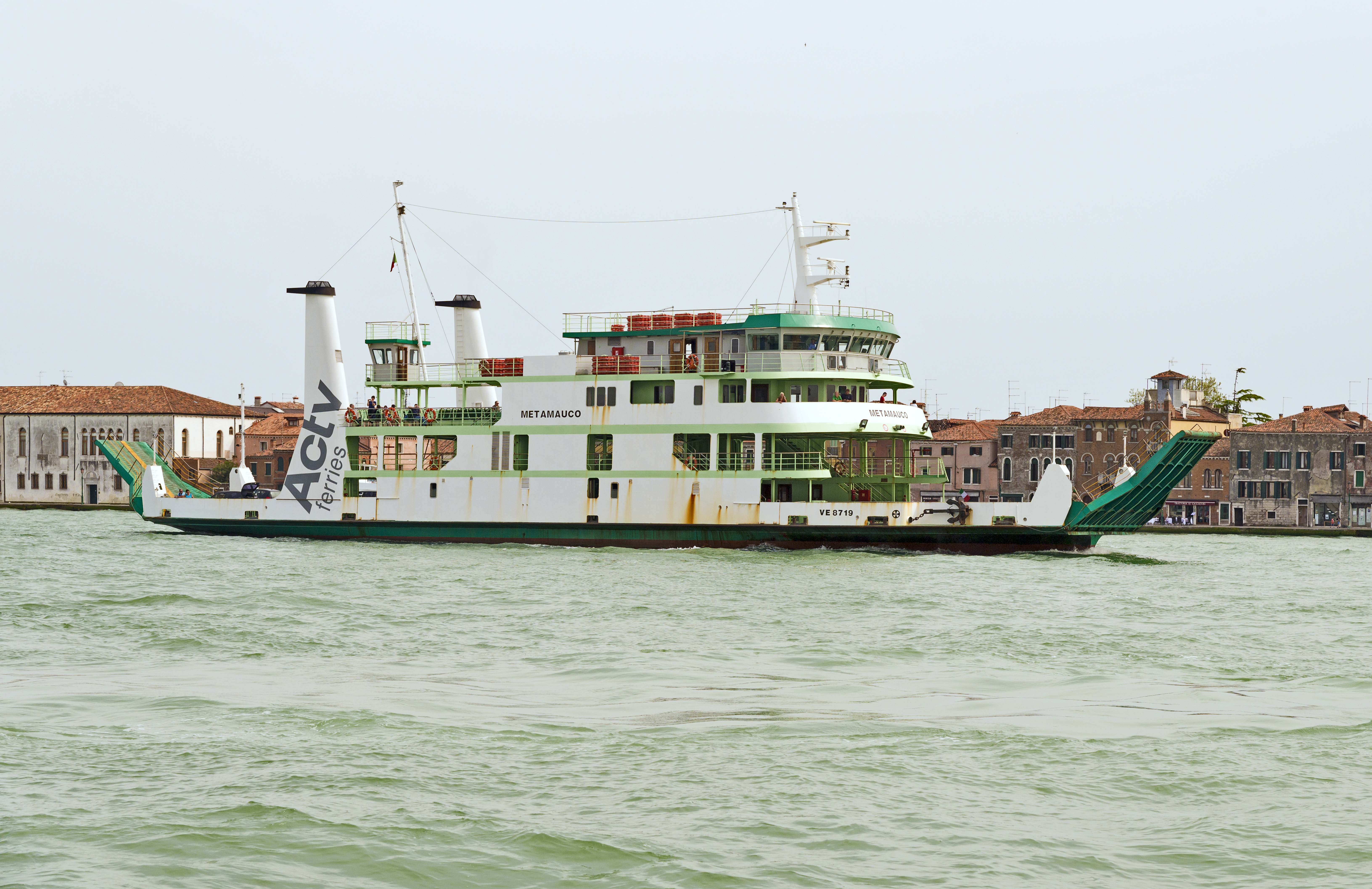
De veerboot van Tronchetto naar het Lido in het “Canale della Giudecca”

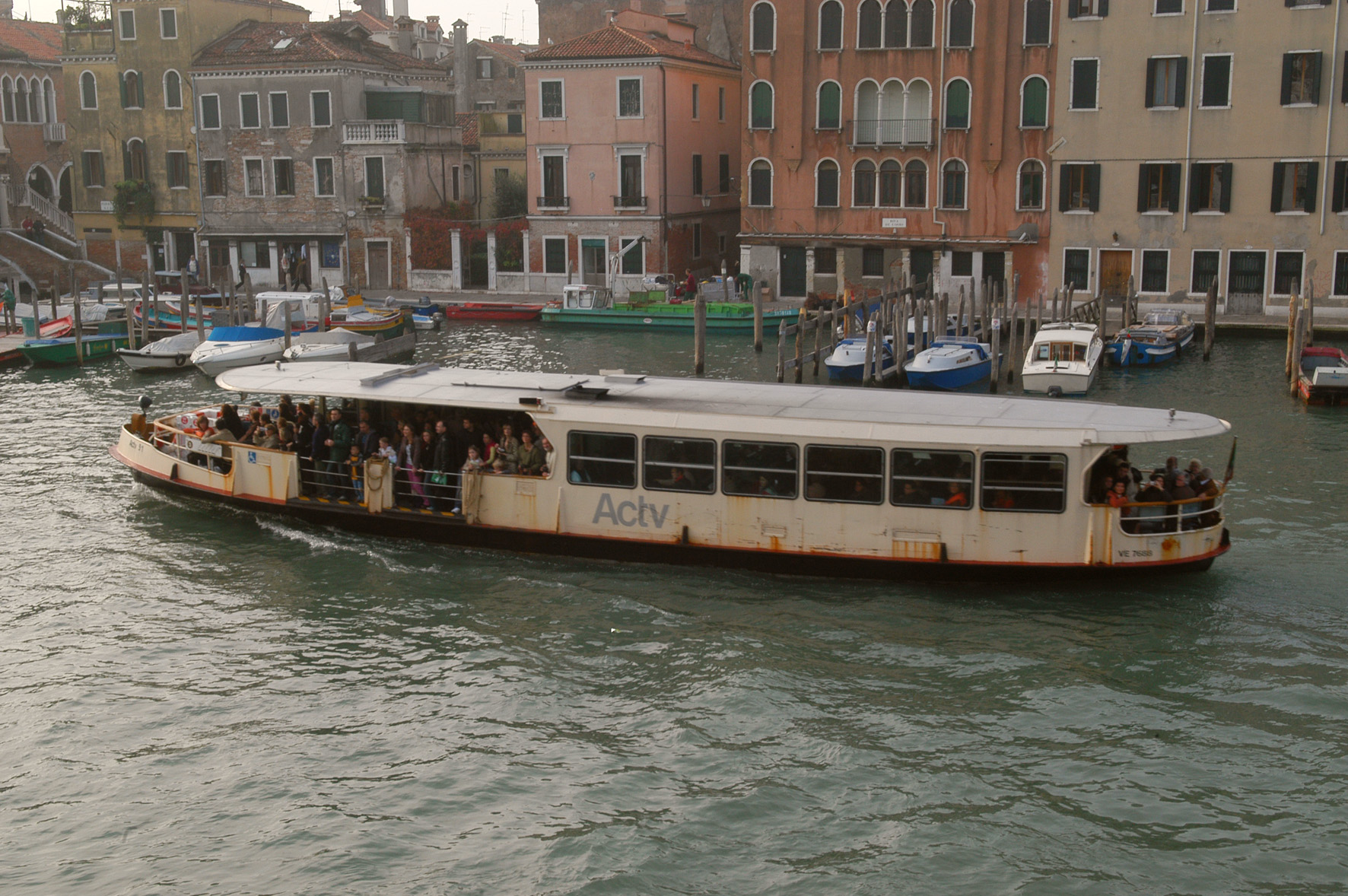
Vaporetto in Venetië

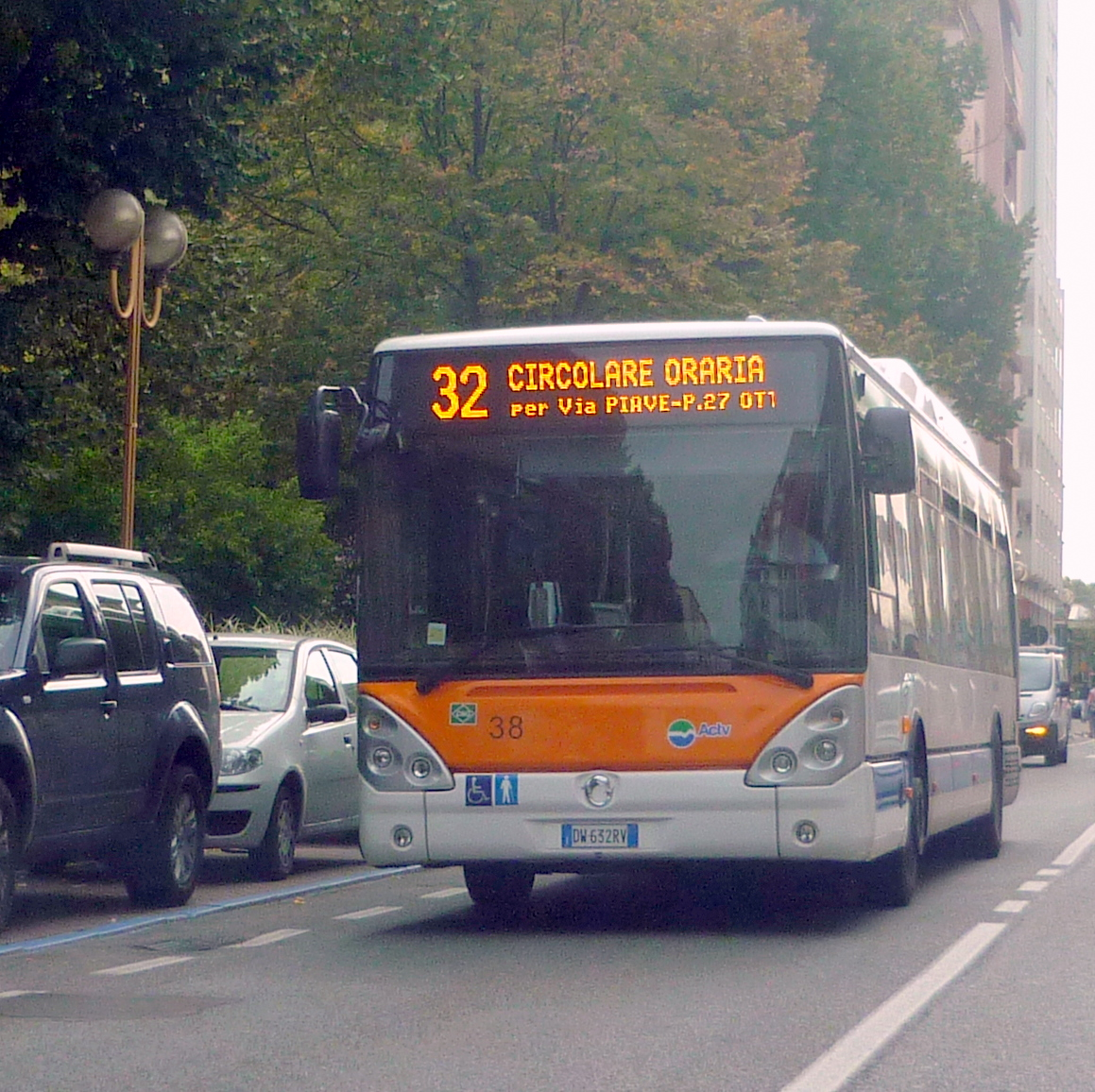
Een stadsbus in Mestre

Azienda Consorzio Trasporti Veneziano (ACTV) is het bedrijf dat verantwoordelijk is voor het openbaar vervoer in Venetië met de vaporetti en grotere veerboten, het busvervoer in Mestre en Chioggia, en de verbindingen in de provincie Venetië met de hoofdstad Venetië.
De eerste waterbusroute begon in Venetië in 1881 ter gelegenheid van het "International Geografisch congres". De eerste route bediende de stops aan het Canal Grande. Nog steeds is dit route 1. Tegenwoordig is er een netwerk van ongeveer 30 lijnen in en rond Venetië en naar de eilanden in de lagune. Ook zijn er verbindingen met het vasteland en het vliegveld. Vooral route  1 is erg populair bij toeristen omdat die door het Canal Grande vaart.